# Elmo (Sorano)
Elmo is een plaats (frazione) in de Italiaanse gemeente Sorano.